# Nebria salina
Nebria salina é uma espécie de insetos coleópteros pertencente à família Carabidae.
A autoridade científica da espécie é Fairmaire & Laboulbene, tendo sido descrita no ano de 1854.
Trata-se de uma espécie presente no território português.